# Technika karate
Technika karate (ang. foot-in-the-face) – w psychologii społecznej: jedna z sekwencyjnych technik wpływu społecznego, która polega na poprzedzeniu prośby zasadniczej, wstępną o podobnym stopniu trudności. Twórcą metody jest Dariusz Doliński, polski psycholog społeczny, inspirowany wynikami badań nad efektywnością dwóch innych technik wpływu: stopy w drzwiach oraz drzwi zatrzaśniętych przed nosem. W obu metodach zakłada się sekwencyjne użycie próśb, choć w przebiegu pierwszej wstępna prośba powinna być mniejsza od zasadniczej, a w drugiej – znacznie większa. Badania nad techniką karate wykazują, że użycie wstępnej prośby o podobnym stopniu trudności może być lepszym rozwiązaniem, niż sformułowanie tylko jednej prośby (choć nie powinny mieć one zbyt podobnego charakteru). Reakcja proszącego musi być elastyczna: w wypadku, gdy podmiot nie zgodzi się na spełnienie pierwszej prośby, to druga powinna nastąpić natychmiast po niej – jeśli jednak proszony spełni pierwszą prośbę, to z kolejną lepiej odczekać.
Istnieje bardzo ograniczona ilość badań dotyczących skuteczności metody. Nie wiadomo również, czy jest bardziej efektywna niż inne techniki sekwencyjne.